# Иж-2126
Иж-2126 «Орбита» (до 2000 г.) «Ода» (с 2000 г.) — советский и российский автомобиль малого класса, выпускавшийся «ИжАвто» в период с 1990 по 2005 год. Представляет собой II поколение легковых автомобилей Ижевского автомобильного завода и является "преемником" модели Иж-2125.
Семейство моделей Иж-2126/2717/21261 является первым, самостоятельно разработанным автозаводом «Ижмаш», в отличие от семейства моделей предыдущего поколения Иж-2125/2715, созданных на основе автомобиля, разработанного на МЗМА — МЗМА-408 (412).
Особенностями данного поколения являются ведущие задние колёса на основе зависимой задней подвески, что отличает его от его ровесников разработок ЗАЗ, АЗЛК и ВАЗ, которые перевели свои автомобили на переднеприводную компоновку. В серийное производство семейство вынужденно было запущено с применением передних фар большей длины — от семейства моделей «Лада Спутник».
На данном поколении история развития легковых автомобилей завода «Ижмаш» прервалась.

## Разработка
В начале-середине 1970-х годов в Ижевске в инициативном порядке велись экспериментальные разработки переднеприводных конструкций — в частности, можно назвать такие прототипы, как Иж-13 «Старт». Однако в то время эта линия не получила продолжения из-за недостатка финансирования и отсутствия внимания со стороны руководства отрасли.
Ижевские конструкторы пришли к выводу, что при условии применения на заднеприводном автомобиле современных на тот момент конструктивных решений, таких как подвеска типа «макферсон», замена стальных и чугунных узлов на детали из легких сплавов и пластмасс, использование улучшающих аэродинамику элементов, переднеприводная схема не имеет решающего преимущества перед заднеприводной с точки зрения массы, компактности и топливной экономичности автомобиля. Отмечавшийся же в литературе тех лет выигрыш в массе на 6-10 % при переходе от заднеприводной схемы к переднеприводной с поперечным силовым агрегатом относится лишь к случаю сравнения тогдашних современных моделей со спроектированными за 10-15 лет до этого (например, ВАЗ-2108 с ВАЗ-2106), и характеризует не столько компоновочную схему, сколько весь комплекс применённых в новых моделях конструктивных и технологических решений в целом.
Кроме того, имевшиеся в распоряжении конструкторов двигатели производства Уфимского завода, рассчитанные на старые заднеприводные модели, имели большие габариты и не позволяли создать достаточно компактный силовой агрегат для переднеприводного автомобиля. По прикидочным расчётам, применение переднеприводной схемы при использовании имевшегося в наличии двигателя привело бы к снижению массы автомобиля не более, чем на 15-20 кг по сравнению с заднеприводным вариантом, что соответствует снижению расхода топлива всего на 0,27…0,44 % в зависимости от режима движения.
При этом заднеприводная схема всё ещё сохраняла весьма весомые преимущества с точки зрения трудоёмкости обслуживания и доступа к агрегатам, позволила бы использовать имеющиеся в производстве хорошо отработанные детали. К тому же, в гамме производимых Ижевским заводом автомобилей большое место занимали грузовые модификации, а для них использование заднеприводной схемы приводит к повышению эксплуатационных показателей и потому весьма желательно.
Поэтому завод начал работу над компромиссным вариантом — моделью с современным кузовом типа «хетчбэк», но с задним приводом и основательно модернизированной механикой на базе агрегатов существующих моделей, что позволяло также сохранить структуру взаимосвязей со смежниками. При этом по потребительским качествам новую модель планировалось приблизить, насколько это было возможно, к переднеприводным аналогам.

### Серия Т
Первая серия прототипов Иж-2126 («серия Т» ) появилась в 1977 году. Внешняя форма кузова была вполне современной для тех лет. Автомобиль имел круглые передние фары в квадратных черных «очках» с вертикальными поворотниками по углам с краю от фар, напоминающими более поздние серийные модификации «Иж-21251» и «Москвич-412-028» после модернизации 1981 года.
Чтобы увеличить простор в салоне при сохранении малой общей длины автомобиля, двигатель и редуктор заднего моста были смещены вправо — это позволило разнести педальный узел и силовой агрегат, что уменьшило длину моторного отсека и улучшило эргономику. Для снижения аэродинамического сопротивления лобовое стекло сильно наклонили, а боковые — выполнили гнутыми, что также позволило расширить салон на уровне плеч водителя и пассажиров. При проектировании автомобиля широко использовались современные методы, например, расчёт кузова на прочность проводился на компьютере методом «конечных элементов». Аэродинамика автомобиля доводилась продувками моделей в институте механики МГУ и натурных экземпляров во Франции на оборудовании фирмы «Renault».
Коробка передач от «Москвича-412» была радикально модернизирована — получила пятую передачу и рычаг непосредственно на картере, без бывшего больным местом «412-го» кулисного привода; вместо червячного рулевого управления машина получила более современное реечное, тормозная система — двухконтурная, с диагональным разделением контуров. Для автомобиля были разработаны гидромеханическая автоматическая коробка передач и дифференциал повышенного трения, однако освоение этих узлов в производстве так и не состоялось.
Передняя подвеска использовалась изначально рычажно-пружинная, аналогичная по конструкции модели «412», а задняя — оригинальной конструкции, также рычажно-пружинная, на А-образных рычагах (на её конструкцию было получено авторское свидетельство, но в дальнейшем от неё отказались в пользу схематически копирующей «Жигули»). Позднее были разработаны два варианта передней подвески по схеме «макферсон»: с треугольными нижними рычагами и с прямыми рычагами со штангой стабилизатора устойчивости в качестве дополнительного рычага — растяжки; в серии использовалась вторая схема.
Кроме того, впоследствии существовало четыре экспериментальных варианта зависимой задней подвески с различной геометрией: на штампованных продольных рычагах (по типу Opel); с продольными рычагами и реактивными штангами — с тягой Панара (как на вазовской «классике») или механизмом Уатта; многорычажная с продольными и поперечными рычагами. В серию пошла близкая по конструкции к проверенной подвеске «классических» ВАЗ-ов. После выявления недостатков в ходе государственных испытаний завод продолжил дальнейшую разработку модели.

### Серии 01-05
В 1980 году появилась доработанная модель — «серия 01» . Этот проект существенно отличался от первого. Снаружи изменился передок — теперь спереди были сдвоенные круглые фары в наклонной назад оправе под цвет кузова, а поворотники расположились в бампере.
В прототипе «серии 02» 1981 года  была кардинально переработана поверхность кузова, основные элементы которого дожили до серийного производства. Сохранив общие пропорции и очертания, машина приобрела намного более плавные, «зализанные» обводы и получила прямоугольные фары с поворотниками по бокам, а на прототипе «серии 03» 1983 года  — и современные блок-фары.
Прототипы этой серии были направлены на Renault (Франция), где при участии ижевских специалистов производилась доводка кузова, бамперов, светотехники и интерьера. Технические решения, полученные в результате данной работы, были реализованы в сериях прототипов 04 — 05 и, в итоге, пошли в серийное производство.
В 1984 году образец Иж-2126 «серии 04»  с блок-фарами прошёл государственные испытания и был рекомендован к серийному производству. Были проведены также и традиционные совместные испытания с иностранными аналогами того же класса, среди которых можно отметить, скажем, пятидверный хетчбэк Ford Sierra германского производства, Toyota Corolla и Saab 900.
Однако освоение автомобиля в производстве так и не состоялось, что нередко связывают со смертью в конце 1984 года курировавшего Ижевский завод министра обороны Д. Ф. Устинова, а также с появлением на ВАЗе модели, фактически бывшей конкурентом нового Ижа — заднеприводного универсала ВАЗ-2104.
На прототипах «серии 05» 1987 года , ввиду отсутствия средств на налаживание производства оригинального рулевого колеса и фар, аналогичных использованным на прототипах предыдущей серии фарам фирмы Hella, были установлены плохо вписывающиеся в дизайн крупные угловатые фары от ВАЗ-2108 с оригинальными поворотниками, а также рулевое колесо от той же модели, которое впоследствии, уже в ходе серийного выпуска, было заменено на рулевое колесо ВАЗ-2110. Вообще, в конструкции автомобиля довольно широко использовались узлы от других моделей, выпускаемых в то время: передние дисковые тормоза, вентилятор и радиатор отопителя, салонное зеркало заднего вида от ВАЗ-2108, муфта карданной передачи от ВАЗ-2106, комбинация приборов от АЗЛК-2141, задние тормозные колодки от М-412. Такая унификация позволила снизить себестоимость автомобиля до приемлемого уровня, однако её обратной стороной было применение в новой машине множества заведомо устаревших компонентов.
Подготовка автомобиля к производству началась лишь в конце 1980-х годов и столкнулась с целым рядом трудностей, в первую очередь — отсутствием в стране свободных производственных мощностей для производства необходимых крупногабаритных штампов и пресс-форм (Руководство Ижевского завода не торопилось с обновлением своего модельного ряда, начав его в тот момент, когда выпуск новых автомобилей уже готовился целым рядом других предприятий страны). Кроме того, начался «переходный период» в экономике, предприятия автомобилестроения оказались переведены на хозрасчётную модель и самофинансирование. В таких условиях практически не имевший выхода на валютные рынки Ижевский завод оказался в невыигрышном положении.
Преодолеть данные проблемы удалось лишь после того, как заводу был выделен кредит в размере 240 млн инвалютных рублей, под который удалось заключить контракт с японской фирмой Fuji Heavy Industries на изготовление 278 наиболее ответственных штампов для наружных панелей кузова, в основном исполненный к середине 1990 года. Кроме того, заказ на около 50 крупных и средних штампов удалось разместить на высвободившихся мощностях АвтоВАЗа, а производственная оснастка для пластиковых деталей отделки салона была заказана в Португалии. К началу 1990-х годов на территории завода были возведены здания новых цехов, предназначенных для установки автоматизированных линий сварки кузовов производства германской фирмы KUKA (пуск которой был запланирован на 1993 год), произведена установка автоматизированной штамповочной линии Komatsu, осуществлена закупка литьевых машин Demag. Были построены новые цеха по выпуску задних мостов, перестроены производства предприятий-смежников под выпуск модернизированного двигателя (Уфа), пятиступенчатой коробки передач (Омск), реечного рулевого управления и подвески типа макферсон (Пермь) и контрольных приборов (Владимир). Всё ещё оставались «подвешены в воздухе» подряды на поставку стёкол (традиционный поставщик ижевцев — «Салаватстекло» — оказался не готов к выпуску гнутого бокового остекления, Борский стекольный завод же согласился обеспечить стёклами только первую партию товарных автомобилей), остродефицитных блок-фар, резинотехнических изделий.

## Иж-2126 «Орбита»
Относительно регулярный выпуск Иж-2126 начался 19 ноября 1990 года, причём кузова условно-серийных автомобилей сваривались самым примитивным образом, вручную в кондукторах — немецкая автоматизированная линия сварки пролежала во дворе завода до самого конца 1990-х годов.
После распада СССР, в условиях всеобщего кризиса промышленности страны, темпы освоения автомобиля в серийном производстве резко упали — к началу 1995 года по такой «обходной технологии» было выпущено всего около 5 000 автомобилей, которые даже по мнению самих заводчан «не отличались стабильным качеством». В основном эти машины разошлись в пределах самого Ижевска, причём многие из них оказались в руках сотрудников самого предприятия.
В 1997 году «Иж-Авто» сумел собрать лишь 8 000 автомобилей, при расчётной мощности завода в 250 тыс. машин в год. Главный конвейер встал, кредиторская задолженность к концу 1990-х — началу 2000-х годов достигла 822 млн рублей. Трудовой коллектив завода находился в деморализованном состоянии, на предприятии процветало воровство, многие автомобили покидали завод в недоукомплектованном виде — отсутствующие детали владельцу предлагалось докупить и установить самостоятельно.

## Иж-2126 «Ода»
Изначально автомобиль назывался «Орбита», но название «Орбита» почти нигде не указывалось, поскольку товарный знак «Orbit» уже был зарегистрирован за рубежом (так назывался концепт-кар компании Italdesign). На задней двери автомобиля до 2000 года был оригинальный шильдик «ИЖ2126», заменённый на наклейки «ODA» и «1.6c» (также были 1.7 и 1.8, в зависимости от двигателя).
Наладить массовый выпуск «Оды» удалось лишь после дефолта и последовавшего в 1999 году перехода контроля над заводом к группе компаний «СОК», которая сумела к апрелю 2000 года «реанимировать» предприятие, запустив главный конвейер и в полном объёме смонтировав имевшееся в наличии, но до того времени не востребованное производственное оборудование для выпуска новой модели, включая роботизированную линию сварки кузовов — на тот момент одну из лучших на всём пост-советском пространстве.
Приборный щиток позаимствован у Москвича-2141, а фары и руль — у «восьмёрки» (с 2000 года ставился руль от «десятки») — унификация по запчастям с другими отечественными автомобилями упрощала эксплуатацию. Привод сцепления гидравлический.
Выпускались также мелкосерийные или опытные передне- и полноприводные версии автомобиля с различными двигателями (ВАЗ-21084, 2106, 21213, 2130, 21214, Hyundai G4GM семейства Beta, объёмом 1.8 литра, двухлитровым впрысковым УЗАМ-248i). Мелкосерийную модификацию автомобилей производила ижевская компания «Норма-Авто». Также заводом выпускалась полноприводная версия 2126—060 с двигателем ВАЗ-21213, поставленная на конвейер по технической документации «Нормы-Авто» с незначительными изменениями конструкции.
В 2003 году автомобиль получил оригинальную панель приборов. В 2004 году комбинация приборов была модернизирована и получила один (два) жидкокристаллических дисплея. Также была обновлена обивка салона — она стала двухцветной: серый низ, чёрный верх. Готовился внешний рестайлинг, который по имеющейся информации должен был принести в облик автомобиля новые бампера под цвет кузова, молдинги на боковине, а также позаимствованные у ВАЗ-ов «тринадцатого» семейства узкие фары. 1 июля 2005 года всё семейство Иж-2126 было снято с производства.
В 2004 году было развёрнуто производство собственной модели универсала — Иж-21261 «Фабула». Существовали и планы по выпуску седана, а также трёхдверного «купе» — конкурента ВАЗ-2113, но реализовать их заводу уже не было суждено.
С осени 2005 года для всех новых автомобилей, реализуемых на территории Российской Федерации, стало обязательным соответствие нормам экологического стандарта Евро-2, что обусловило отказ производителя от дальнейшего производства моделей на платформе Иж-2126.
Установка инжекторного двигателя на автомобили Иж-2126 оказалась затруднена из-за особенностей компоновки подкапотного пространства (даже на «Одах» с карбюраторными моторами ВАЗ по этой причине был существенно затруднён доступ к некоторым агрегатам навесного оборудования двигателя) и потребовала бы существенных переделок как двигателя, так и самого автомобиля, что было признано руководством завода экономически нецелесообразным. Кроме того, на заводе посчитали, что связанное с данной модернизацией значительное повышение себестоимости «Оды» окажется критичным для потенциальных покупателей и вызовет резкое падение спроса, сделав производство нерентабельным. В результате в середине 2005 года выпуск легковых и грузопассажирских автомобилей на базе Иж-2126 был свёрнут, а грузовые версии были вынужденно «скрещены» с передней частью от ВАЗ-2104, сильно уступавшей «одовской» по комфорту и конструктивному совершенству передней подвески с рулевым управлением, после чего выпускались вплоть до 2012 года под обозначением Иж-27175.
Всего за 15 лет на платформе Иж-2126 было произведено 230 775 машин различных модификаций и нескольких типов кузовов.

## Особенности конструкции

### Силовой агрегат
Изначально автомобиль проектировался под 1,5-литровый двигатель модели 331.10 производства Уфимского завода (УЗАМ), представляющий собой модернизированный вариант мотора «Москвича-412» и унифицированный с «Москвичом-2141». В основном модернизация повысила экономические характеристики двигателя и снизила уровень вредных выбросов, что достигалось в первую очередь за счёт вихревого движения бензовоздушной смеси во впускных каналах головки блока и изменения формы днища поршня, мощность же даже незначительно упала (на 3 л. с.) из-за менее эффективного «ниспадающего» впускного коллектора, необходимого для установки в моторный отсек переднеприводного «Москвича». Такими моторами снабжались автомобили периода малосерийного выпуска (до 1997 года).
Коробка передач — механическая пятиступенчатая, производства Омского моторостроительного объединения имени П. И. Баранова (по основному профилю занимавшегося выпуском авиадвигателей). В 1994-95 годах на Уфимском заводе для Иж-2126 был разработан 1,6-литровый двигатель модели 0102, однако в серийное производство он так и не пошёл.
С 1997 года началась установка двигателя 3317 с увеличенным до 1,7 л. рабочим объёмом (модификация 2126—020), который на какое-то время стал для «Оды» основным. Этот двигатель при практически той же экономичности выдавал на 17 % большую мощность и на 23 % больший крутящий момент. Некоторые машины также оснащались 1,8-литровым двигателем 3313 (модификация 2126—023) со степенью сжатия 7,2 (под низкооктановое топливо).
В 1998 году начался выпуск модификации 2126—030, оснащённой «жигулёвским» мотором модели ВАЗ-2106, причём изначально с «родной» коробкой передач 21074, а затем — с адаптированной к ВАЗовскому «колоколу» сцепления за счёт переходной пластины штатной для «Оды» омской. Ближе к концу выпуска модели комплектация автомобилей уфимскими моторами была полностью прекращена. Полноприводная модификация снабжалась двигателем 21213 от «Нивы» а мост позаимствовали так же от «Нивы».

### Ходовая часть
Передняя подвеска — типа «макферсон», на направляющих пружинно-амортизаторных стойках, смонтирована на подрамнике (официально — «поперечина передней подвески»), прикреплённом снизу к передним лонжеронам кузова. Поперечные рычаги кованые, роль диагональной растяжки играет стабилизатор поперечной устойчивости. Амортизаторная часть стоек, ступичные подшипники и шаровые шарниры совместимы с ВАЗ-2108. Рулевое управление реечное, с нижним расположением рейки (крепится также на подрамнике) и рулевыми тягами, закреплёнными на концах рейки. Рулевой вал травмобезопасный трёхзвенный, с карданными шарнирами и сильфоном.
Задняя подвеска — зависимая четырёхрычажная с поперечной тягой Панара, в целом подобная подвеске «классических» моделей ВАЗ (однако практически все детали в ней оригинальные). У грузовых модификаций (2717 и др.) задняя подвеска рессорная, практически аналогичная заднеприводным «Москвичам».
Ведущий задний мост - полностью собственный, с полуосями разной длины и редуктором оригинальной конструкции. Как мост целиком, так и его отдельные узлы не взаимозаменяемы с заднеприводными моделями ВАЗ.
Тормоза — спереди дисковые, практически аналогичные ВАЗ-2108, сзади — барабанные, оригинальной конструкции (на основе использовавшихся на предыдущих моделях завода). Привод тормозов гидравлический, двухконтурный, с диагональным разделением контуров, оснащён вакуумным усилителем (аналогичен М-412). Стояночный тормоз механический с тросовым приводом, на задние колёса. Колёса — штампованные дискового типа, с ободами 5J-13. Шины 175/70R13.

## Безопасность
При разработке Иж-2126 «Ода» прошёл полный цикл испытаний, включая краш-тесты по стандартам, которые действовали на момент его постановки на производство, но к появлению новых стандартов на смещённый (R94) и боковой (R95) удары оказался не готов. В результате проведенного «Авторевю» краш-теста (фронтальный удар по стандартам EuroNCAP) автомобиль получил 2 балла из 16. Конструкторы завода провели большую работу по изменению конструкции и усилению кузова, в том числе, используя результаты испытаний «Авторевю», и добились положительного результата (испытания проводились в лабораториях АвтоВАЗа), но в серию эти изменения не пошли, ввиду снятия автомобиля с производства.

## Модификации
- Иж-2126 «Ника» — мелкосерийная «Ода» в комплектации люкс
- Иж-2126-063 (4х4) — полноприводная модификация «Оды» с двигателем ВАЗ 2130-20
- Иж-27171-064 «Охотник» — полноприводный пикап с дизельным двигателем ВАЗ 343 и с рессорной задней подвеской[10].

## В автоспорте
Иж-2126 начал испытываться в автоспортивных состязаниях ещё до начала серийного производства. В частности, в 1990-м заводские гонщики принимали участие в чемпионате СССР по автокроссу (на заднеприводной версии с 1,8-литровым 140-сильным двигателем УЗАМ). В 2001 году заводская команда впервые представила в чемпионате России по кольцевым автогонкам кольцевой вариант модели. Впрочем, ни в автокроссе, ни в кольцевых гонках на Иж-2126 больших успехов достичь не удалось. В то же время, модель достаточно популярна в 2010-х годах среди участников различных любительских автосоревнований, проводящихся в России.

## Галерея
- Иж-2126 образца 2000 года
- Иж-2126 образца 2000 года, вид сзади
- ИЖ-2126 образца 2004 года
- Экспериментальная версия «Ника» в музее Ижевского автозавода
- Опытный образец в музее Ижевского автозавода